# Onthophagus lamotellus
Onthophagus lamotellus är en skalbaggsart som beskrevs av Yves Cambefort 1980. Onthophagus lamotellus ingår i släktet Onthophagus och familjen bladhorningar. Inga underarter finns listade i Catalogue of Life.